# Thiên hạ

Thiên Hạ theo cách nhìn của người Trung Quốc

Thiên hạ (tiếng Trung: 天下; pinyin: tiān xià; nghĩa: phía dưới bầu trời) là cụm từ trong tiếng Trung và là một khái niệm văn hóa, dần dần được gắn liền với chủ quyền chính trị, của Trung Quốc.
Chữ Thiên hạ có nghĩa là "tất cả những gì dưới Trời" trong tiếng Trung và nó được người Trung Quốc dùng để chỉ tới toàn bộ thế giới. Trong nền chính trị cũ của người Trung Quốc, vua (thiên tử) là người có thiên mệnh và cũng sẽ là người trên danh nghĩa cai trị toàn bộ thiên hạ hay là toàn thế giới. Dù trong thực tế có nhiều vùng chẳng hề thuộc quyền cai quản của vua nhưng người Trung Quốc thì đưa ra thuyết rằng những lãnh đạo chính trị ở các khu vực đó lấy quyền lực từ vua Trung Quốc (皇權 hay hoàng quyền).